# 広島市立八幡東小学校
広島市立八幡東小学校（ひろしましりつやはたひがししょうがっこう）は、広島県広島市佐伯区八幡東四丁目にある公立小学校。

## 沿革
- 1979年（昭和54年）4月1日 - 五日市町立八幡小学校より分離され、五日市町立八幡東小学校設立。
- 1985年（昭和60年）3月20日 - 五日市町が広島市に合併され、広島市立八幡東小学校と改称。

## 校区
- 広島市立三和中学校の校区[1]
  - 五日市町大字利松、五日市町大字口和田、五日市町大字高井、五日市町大字中地、利松一丁目～利松三丁目、八幡東一丁目～八幡東四丁目

## アクセス
- JR山陽本線 五日市駅下車
- 広島電鉄宮島線 楽々園駅下車
  - 乗換：広電バス「五日市北口」バス停より西方面 山田団地線（中地経由）「八幡東小学校」バス停、200m

## 著名な出身者
- 金本望（バレーボール選手）